# Jorge Iván Castaño Rubio

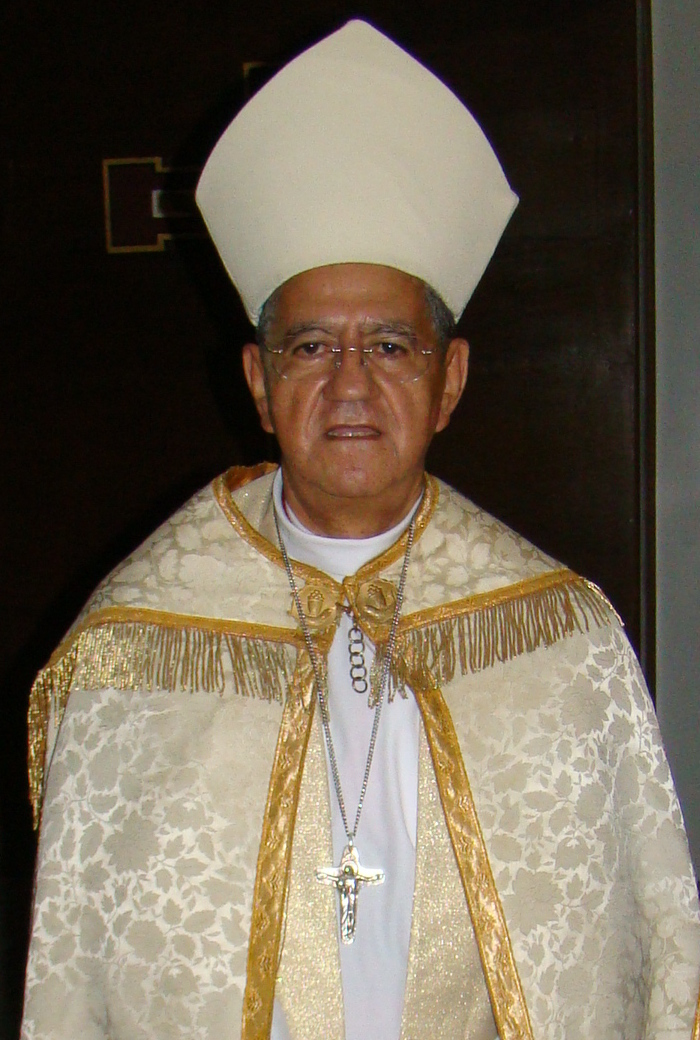
Jorge Iván Castaño Rubio

Jorge Iván Castaño Rubio CMF (* 25. November 1935 in Montebello; † 2. Mai 2025 in Medellín) war ein kolumbianischer römisch-katholischer Ordensgeistlicher und Weihbischof in Medellín.

## Leben
Jorge Iván Castaño Rubio trat der Ordensgemeinschaft der Claretiner bei, studierte Philosophie und Theologie am Ordensseminar der Claretiner und empfing am 27. August 1961 die Priesterweihe. Er absolvierte in Rom ein Doktoratsstudium in Theologie an der Päpstlichen Universität Heiliger Thomas von Aquin (Angelicum) und belegte weitere Fächer an der Päpstlichen Theologischen Fakultät „Marianum“. Er lehrte Theologie an den Instituten seiner Kongregation in Salamanca (Spanien), in Rom und in Kolumbien sowie am Pastoralinstitut des Lateinamerikanischen Bischofsrates (CELAM) in Medellín. Ab 1977 war er zudem Provinzialoberer der Claretiner der Provinz Medellín.
Papst Johannes Paul II. ernannte ihn am 6. Juni 1983 zum Apostolischen Vikar von Quibdó und Titularbischof von Edistiana. Der Apostolische Nuntius in Kolumbien, Erzbischof Angelo Acerbi, spendete ihm am 6. August desselben Jahres die Bischofsweihe; Mitkonsekratoren waren Alfonso Kardinal López Trujillo, Erzbischof von Medellín, und Darío Castrillón Hoyos, Bischof von Pereira. Als Bischof trug er zu den Beziehungen zwischen der Kirche und den Gemeinden sowie den ethnischen und territorialen Organisationen bei und übernahm auch die Rolle des Verteidigers der Menschenrechte im Departamento del Chocó, die in seiner Amtszeit eines der härtesten Kapitel der Gewalt und der Präsenz illegaler Gruppen im Chocó erlebten, wie dem Massaker von Bojayá.
Mit der Erhebung des Apostolischen Vikariats zum Bistum am 30. April 1990 wurde Jorge Iván Castaño Rubio der erste Diözesanbischof von Quibdó. Am 16. Februar 2001 wurde er zum Weihbischof in Medellín und Titularbischof von Stagnum ernannt. Am 25. November 2010 nahm Papst Benedikt XVI. sein altersbedingtes Rücktrittsgesuch an. Castaño Rubio starb am 1. Mai 2025 im Alter von 89 Jahren in Medellín.